# Gaura
Gaura is een bestuurslaag in het regentschap West-Soemba van de provincie Oost-Nusa Tenggara, Indonesië. Gaura telt 2290 inwoners (volkstelling 2010).